# 平大橋
平大橋（たいらおおはし）は、福島県いわき市平地区にある道路橋である。

## 概要
- 全長…141.6m
  - 主径間…27.7m
- 幅員…19.3m（車道部14m、歩道部2.25m×2）
- 形式…5径間鋼合成鈑桁橋
- 竣工…1966年[1][2]

いわき市平地区を流れる二級河川夏井川を渡る橋であり、西詰は平字下河原、東詰は平鎌田字岸に位置する。国道399号（陸前浜街道。2018年4月1日に国土交通省から福島県に移管されるまでは国道6号本線であった）を通す。全長141.6mの5径間合成鈑桁橋で、上下線片側2車線で供用されている。1966年竣工、1967年3月1日に開通し、当橋梁の開通をもって2018年4月1日まで国道6号として使用されていた、平市街地の新道付替え区間が全線開通した。

## 平神橋
平神橋（へいしんはし）は、平大橋の旧道にあたる橋梁である。
初代
- 全長…134.4m
  - 主径間…21.8m
- 幅員…7.5m、後に歩道が付け足され10.2m
- 形式…8径間RCゲルバー桁橋
- 竣工…1937年11月[4]

2代目
- 全長…135.5m
  - 主径間…56.5m
- 幅員…12.4m
- 形式…3径間鋼箱桁橋
- 竣工…1998年
- 施工…住友重機械工業・日立造船共同企業体[5][6]

平大橋の上流側、JR常磐線鉄橋のすぐ下流に位置し、西詰は平字上川原、東詰は平鎌田字西仁位置する。国道6号の旧々道にあたる市道塩紺屋町線（本町通り）の橋梁である。現在の橋は平神橋としては2代目のもの。橋名の由来は架橋当時の両岸の自治体名である平市と石城郡神谷村から。
1934年、従来は平字鎌田町でクランク状に右左折を繰り返し下流側の鎌田橋で夏井川を渡っていた国道6号を、クランクさせず直進させ新たに架橋したうえで、東側の鎌田山を切り通す総延長650m、幅員7.5mの新たな道路を建設する計画が立ち上がった。国道ルートから外れる鎌田町の住民は、地域の衰退の懸念があるものの夏井川の治水工事も行われることから従来の鎌田橋の維持を条件に工事に賛同したとされる。1936年4月に着工され、1937年11月に新道が開通した。掘割建設時の残土は路盤工事や堤防工事に用いられた。
平大橋開通後、市道に移管されたものの交通量の増大が激しかったために歩道の増設などが行われたが、1996年度から架替工事が事業化され、二代目となる現在の橋梁が1999年8月に開通した。架橋事業と同時に福島県いわき建設事務所による夏井川改修工事が行われ、橋梁付近が親水公園として整備された。毎年8月20日には橋周辺で夏井川灯籠花火大会が行われており、1985年には当時の建設省によって水の風物詩の一つに選定された。

## 鎌田橋
鎌田橋（かまたはし）は、平大橋の旧々道にあたる橋梁である。
現橋
- 全長…125.2m
- 幅員…2.5m
- 竣工…1987年11月[6]

平大橋と平神橋の間に位置し、西詰は平字鎌田と平字下川原の境をなし、東詰は平鎌田字岸に位置する。旧来の陸前浜街道のルートであり、平神橋開通以前の国道6号（現在の国道から見ると旧々々道）にあたる市道小山下鎌田町線の橋梁である。現在の橋は1987年に掛け替えられたもの。歩行者・自転車の専用橋であり、朱色に塗装された橋桁と、波形を描く欄干が特徴である。橋名の由来は架橋当時の石城郡平町字鎌田と石城郡鎌田村（いわゆる向鎌田）を結ぶことから。たもとには首切り地蔵として知られる河原子地蔵堂が建立されている。
藩政時代は渡し船での往来が行われており、平城下東口にあたる渡船場には鎌田口留番所が設置されていた。明治10年代に架橋が行われたが度々流出したため、1891年7月により頑丈なものに架け替えられた。1915年8月、流出により全長55間（約100m）、幅員2間6尺（約4.8m）の木橋に架け替えられ、自動車の往来も行われるようになったが、破損や腐食が発生、1927年に平土木監督署がコンクリート永久橋化に向けた検討を始める。しかし架橋費の問題から断念され、1928年に橋桁を鋼製化した鉄製土橋に改修されたが、その後も自動車交通に対する脆弱性が問題となったことから1931年に再び永久橋化に向けた検討が行われる。この頃平市により、前述の平神橋の架橋と国道の付替えを行う都市計画が策定された。周辺住民は鎌田橋を県道に指定した上で永久橋化する要望を出したが、短距離の生活道路となるため受け入れられず、平市道、石城郡神谷村道として橋の存続のみ行われた。
1941年に台風により流出。費用対効果が薄いため一旦神谷村議会で再建案が否決されたが、可決した平市議会と神谷村向鎌田地区の住民の陳情が行われ、平市の費用負担を大きくした上で1942年11月3日、全長133.8m、幅員5.5mの木鉄混合橋が再建された。1964年8月の集中豪雨によってこの橋も流出。当時平大橋が直下に建設されていたために歩行者専用橋として全長90m、幅員2.6mの木橋が架けられた。1985年8月、福島県内に大きな被害をもたらした8.5水害により当橋梁を含む多くのいわき市内の橋梁が流出。いわき市による災害復旧事業として永久橋としての架替が進められ、現在のガーダー橋梁が完成した。